# Episodi di Scandal (terza stagione)
La terza stagione della serie televisiva Scandal è stata trasmessa in prima visione assoluta negli Stati Uniti d'America da ABC dal 3 ottobre 2013 al 17 aprile 2014.
In Italia la stagione è in onda in prima visione satellitare su Fox Life, canale a pagamento della piattaforma Sky, dal 10 febbraio al 9 giugno 2014.
| nº | Titolo originale                    | Titolo italiano                     | Prima TV USA     | Prima TV Italia  |
| -- | ----------------------------------- | ----------------------------------- | ---------------- | ---------------- |
| 1  | It's Handled                        | Tutto a posto                       | 3 ottobre 2013   | 10 febbraio 2014 |
| 2  | Guess Who's Coming to Dinner        | Indovina chi viene a cena           | 10 ottobre 2013  | 17 febbraio 2014 |
| 3  | Mrs. Smith Goes to Washington       | Mrs. Smith va a Washington          | 17 ottobre 2013  | 24 febbraio 2014 |
| 4  | Say Hello to My Little Friend       | Saluti al mio vecchio amico         | 24 ottobre 2013  | 3 marzo 2014     |
| 5  | More Cattle, Less Bull              | Le coincidenze non esistono         | 31 ottobre 2013  | 10 marzo 2014    |
| 6  | Icarus                              | Icaro                               | 7 novembre 2013  | 17 marzo 2014    |
| 7  | Everything's Coming Up Mellie       | Estranei                            | 14 novembre 2013 | 24 marzo 2014    |
| 8  | Vermont is for Lovers, Too          | Vermont                             | 21 novembre 2013 | 31 marzo 2014    |
| 9  | YOLO                                | Carpe diem                          | 5 dicembre 2013  | 7 aprile 2014    |
| 10 | A Door Marked Exit                  | Via d'uscita                        | 12 dicembre 2013 | 14 aprile 2014   |
| 11 | Ride, Sally, Ride                   | Corri, Sally, corri                 | 27 febbraio 2014 | 21 aprile 2014   |
| 12 | We Do Not Touch the First Ladies    | Non si toccano le First Ladies      | 6 marzo 2014     | 28 aprile 2014   |
| 13 | No Sun on the Horizon               | Niente sole all'orizzonte           | 13 marzo 2014    | 5 maggio 2014    |
| 14 | Kiss Kiss Bang Bang                 | Kiss Kiss Bang Bang                 | 20 marzo 2014    | 12 maggio 2014   |
| 15 | Mama Said Knock You Out             | Affari di famiglia                  | 27 marzo 2014    | 19 maggio 2014   |
| 16 | The Fluffer                         | Eutanasia                           | 3 aprile 2014    | 26 maggio 2014   |
| 17 | Flesh and Blood                     | Carne e sangue                      | 10 aprile 2014   | 2 giugno 2014    |
| 18 | The Price of Free and Fair Election | Il prezzo di elezioni libere e eque | 17 aprile 2014   | 9 giugno 2014    |

## Tutto a posto
- Titolo originale: It's Handled
- Diretto da: Tom Verica
- Scritto da: Shonda Rhimes

### Trama
Dopo esser stata svelata come l'amante del presidente Grant, Olivia Pope finisce nel ciclone scandalistico dei media. Suo padre, Rowan Eli Pope, che si è svelato essere comando del B6-13, la invita a nascondersi, ma Cyrus la convince a rimanere. Olivia usa il codice d'emergenza datole dal presidente Grant per un meeting segreto tra lei, il Presidente e la First Lady Mellie, per raggiungere insieme un accordo sulla questione. Nel frattempo gli associati di Olivia e Cyrus uniscono le forze per poterla salvare: essi infatti rilasciano un video in cui accusano Jeannine Locke, un'impiegata alla Casa Bianca, di essere l'amante del Presidente. La novità sconvolge Olivia che decide di prendere Jeannine come sua cliente. Mellie nel frattempo intuisce correttamente che era stato il Presidente stesso a svelare l'identità di Olivia come propria amante. Rowan mostra a Cyrus un report su un'operazione militare a Remington in cui Fitz e Jake erano presenti che sciocca Cyrus. 

## Indovina chi viene a cena
- Titolo originale: Guess Who's Coming to Dinner
- Diretto da: Alison Liddi-Brown
- Scritto da: Heather Mitchell

### Trama
Il team di Olivia trova evidenze a favore di Jeannine Locke e la prepara a una conferenza stampa in tv. Rowan intima a Olivia di smetterla di aiutare la Locke o Jake morirà; Olivia chiede così aiuto al presidente Grant per liberare Jake, ma egli scopre di non avere autorità circa il B6-13. Attraverso Cyrus il presidente comunica però al B6-13 che confermerà che Jeannine fosse la sua amante se il B6-13 rilascia Jake. Mellie convince, tramite pagamento, la Locke a mentire, ma prima che possa farlo il presidente stesso appare in televisione per confermare: Jake viene così rilasciato. Tramite flashback è rivelata la relazione fredda tra Olivia e il padre Rowan: essi s'incontravano solo la domenica a cena. Sempre attraverso flashback si rivela la relazione tra Huck e Olivia: egli rivelò a Olivia l'esistenza del B6-13 e l'organizzazione lo rapì. Olivia scoperta tutta la verità, costrinse il padre a rilasciare Huck e cancellò tutti gli incontri domenicali. Ritornando al presente, Jake viene rilasciato solo perché Olivia accetta d'incontrare nuovamente il padre la domenica sera. Huck affronta Olivia circa il loro passato e Olivia è costretta ad ammettere che "comando" del B6-13 è suo padre. 

## Mrs. Smith va a Washington
- Titolo originale: Mrs. Smith Goes To Washington
- Diretto da: Jeannot Szwarc
- Scritto da: Matt Byrne

### Trama
Una mamma del Midwestern assume gli Opa sotto mentite spoglie, il che porterà a una situazione molto pericolosa per Olivia Pope e altre persone. Allo stesso tempo, Fitz e Mellie ammetteranno cosa provano l’uno per l’altra.

## Saluti al mio vecchio amico
- Titolo originale: Say Hello To My Little Friend
- Diretto da: Oliver Bokelberg
- Scritto da: Mark Fish

### Trama
Con gli OPA che lottano per avere nuovi clienti, la squadra decide di prendere il caso di un senatore cui piace scattare foto delle sue parti intime. Nel frattempo, Mellie è coinvolta in un suo scandalo con la Senatrice del congresso Josephine Marcus interpretata da Lisa Kudrow e il Presidente rende omaggio a un suo vecchio amico.

## Le coincidenze non esistono
- Titolo originale: More Cattle, Less Bull
- Diretto da: Randy Zisk
- Scritto da: Jenna Bans

### Trama
I gladiatori indagano su una donna democratica del congresso Josie Marcus, Olivia e Mellie invece hanno un incontro decisamente interessante durante la cena dei Corrispondenti alla Casa Bianca. Nel frattempo Jake e Huck si avvicinano alla verità sull’Operazione Remington, il che potrebbe portare a dei risultati devastanti.

## Icaro
- Titolo originale: Icarus
- Diretto da: Julie Anne Robinson
- Scritto da: Peter Noah

### Trama
Olivia deve prendere una decisione importante che avrà conseguenze sul suo rapporto con la Casa Bianca e per questo, anche la fedeltà di Harrison ai Gladiatori verrà messa alla prova. Nel frattempo, la squadra continua ad aiutare Josie Marcus mentre Mellie e Cyrus complottano contro di lei.

## Estranei
- Titolo originale: Everything’s Coming Up Mellie
- Diretto da: Michael Katleman
- Scritto da: Peter Noah

### Trama
Mellie sta ancora cercando di riprendersi dalla figuraccia pubblica dell’anno appena trascorso, e per questo ha deciso di riprendere con le interviste. Nel frattempo mentre Cyrus continua a complottare contro Sally Langston, noi scopriamo come Fitz, Mellie e Cyrus sono diventati un team. Tornando agli OPA, Huck continua ad allontanare Quinn, ma la voglia di “sangue” di Quinn la porterà in situazioni pericolose.

## Vermont
- Titolo originale: Vermont Is For Lovers, Too
- Diretto da: Ava DuVernay
- Scritto da: Mark Wilding

### Trama
Olivia e il suo team provano sia a scoprire la verità sull’operazione Remington, sia a gestire una possibile crisi nella campagna di Josie Marcus. Nel frattempo, Quinn cade ancora di più nella tana di Charlie, Cyrus mette su un piano per abbattere Sally, ma non pensa al danno che può infliggersi da solo e Olivia e Fitz hanno un incontro molto romantico.

## Carpe diem
- Titolo originale: YOLO
- Diretto da: Oliver Bokelberg
- Scritto da: Chris Van Dusen

### Trama
Mentre la squadra si avvicina definitivamente alla verità sull’Operazione Remigton, la lealtà di tutti è messa alla prova e i rapporti sono spinti al limite. Nel frattempo, Cyrus deve fare i conti con la propria crisi e si rende conto che potrebbe aver superato il limite con James.

## Via d'uscita
- Titolo originale: A Door Marked Exit
- Diretto da: Tom Verica
- Scritto da: Zahin McGhee

### Trama
Ora che la verità è stata rivelata, le cose non saranno più le stesse e tutti dovranno affrontare le conseguenze delle proprie azioni. Mentre Cyrus aiuta Sally e si rende conto che con James potrebbe esser arrivato a un punto di non ritorno, Rowan e Fitz si trovano per la prima volta coinvolti in un lungo faccia a faccia.

## Corri, Sally, corri
- Titolo originale: Ride, Sally, Ride
- Diretto da: Tom Verica
- Scritto da: Raamia Mohamed

### Trama
Sally annuncia di volersi candidare come Presidente mentre Olivia decide di appoggiare e aiutare Fitz per la sua campagna. Ovviamente questo ruolo si dimostra da subito tutt’altro che semplice: l’etichetta che la dipinge come amante del Presidente è sempre presente e tocca, prima a Mellie e poi a lei stessa, porvi rimedio.

## Non si toccano le First Ladies
- Titolo originale: We Do Not Touch The First Ladies
- Diretto da: Oliver Bokelberg
- Scritto da: Heather Mitchell

### Trama
Vecchi sentimenti riemergono tra Mellie ed Andrew, mentre Fitz si trova ad affrontare duramente Olivia riguardo Jake. Nel frattempo, Quinn cerca di affermarsi nel B6-13 e Leo Bergen pianifica un incontro tra Sally e un vecchio amico.

## Niente sole all'orizzonte
- Titolo originale: No Sun On The Horizon
- Diretto da: Randy Zisk
- Scritto da: Matt Byrne

### Trama
Un Fitz ben preparato sorprende tutti durante il primo dibattito presidenziale dopo che Olivia ha ricevuto una notizia sconvolgente ed è stata costretta a prendere una decisione estremamente difficile. I gladiatori devono lavorare con un potente amministratore delegato accusato di omicidio mentre uno sporco piccolo segreto potrebbe portare a conseguenze mortali.

## Kiss Kiss Bang Bang
- Titolo originale: Kiss Kiss Bang Bang
- Diretto da: Paul McCrane
- Scritto da: Mark Fish

### Trama
Dopo la morte di James per mano di Jake, Cyrus prova comunque a portare avanti il suo lavoro. Intanto, mentre una serie di flashback ci raccontano com’è nata la storia d'amore tra James e Cyrus, Olivia e Huck giungono a realizzazioni scioccanti e una persona sorprendente chiede aiuto agli OPA.

## Affari di famiglia
- Titolo originale: Mama Said Knock You Out
- Diretto da: Tony Goldwyn
- Scritto da: Zahin McGhee

### Trama
I figli dei Grant si preparano per un’intervista televisiva live con Fitz e Mellie alla Casa Bianca. Nel frattempo, Adnan chiede aiuto a Harrison e Rowan avverte Olivia smettere d'indagare sul B6-13.

## Eutanasia
- Titolo originale: The Fluffer
- Diretto da: Jeannot Szwarc
- Scritto da: Chris Van Dusen e Raamla Mohamed

### Trama
Abby svolge le veci di Olivia e assume compiti alla Casa Bianca. Nel frattempo, la squadra continua a indagare sul B613, e qualcuno mette il bastone tra le ruote alla campagna elettorale di Reston.
- Guest star: Sebastian Roché (Dominic Bell)

## Carne e sangue
- Titolo originale: Flesh and Blood
- Diretto da: Debbie Allen
- Scritto da: Severiano Canales e Miguel Nolla

### Trama
La squadra deve entrare in azione a seguito di una violazione della sicurezza. Inoltre, siccome la campagna di Fitz sembra essere a un punto di stallo, lui pensa di andare contro il suggerimento di Olivia; Maya e Adnan intanto pianificano la loro prossima mossa.
- Guest star: Sebastian Roché (Dominic Bell)

## Il prezzo di elezioni libere e eque
- Titolo originale: The Price Of Free And Fair Election
- Diretto da: Tom Verica
- Scritto da: Shonda Rhimes e Mark Wilding

### Trama
Il giorno delle elezioni è arrivato e tutto sembra lecito al fine di guadagnare voti. Nel frattempo, Olivia cerca di capire quali siano le motivazioni di Maya, Charlie rivela il passato di Huck a Quinn e la famiglia Grant deve affrontare qualcosa di veramente scioccante.